# Eudorylas caccabatus
Eudorylas caccabatus är en tvåvingeart som beskrevs av José Albertino Rafael 1991. Eudorylas caccabatus ingår i släktet Eudorylas och familjen ögonflugor. Inga underarter finns listade i Catalogue of Life.